# Каделбоско ди Сото (Ређо Емилија)
Каделбоско ди Сото (итал. Cadelbosco di Sotto) је насеље у Италији у округу Ређо Емилија, региону Емилија-Ромања.
Према процени из 2011. у насељу је живело 1505 становника. Насеље се налази на надморској висини од 25 м.